# Joseph de Riquet de Caraman

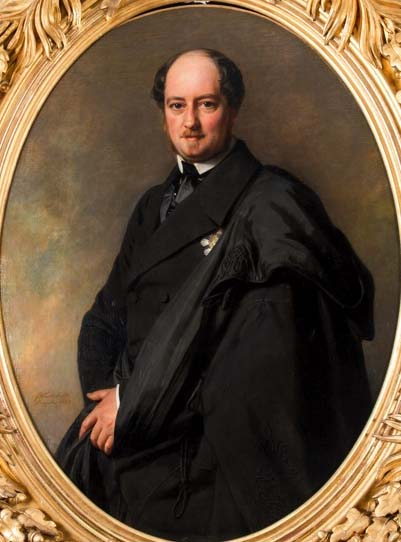
Joseph Riquet de Chimay

Joseph de Riquet de Caraman (Parigi, 20 agosto 1808 – Londra, 12 marzo 1886) è stato un diplomatico e imprenditore belga, nonché XVII Principe di Chimay.

## Biografia

### Infanzia
Nacque a Parigi il 20 agosto 1808, figlio primogenito di François-Joseph-Philippe di Riquet, principe di Chimay e sua moglie Teresa Cabarrus (Madame Tallien). 

### Matrimonio
Joseph sposò Émilie Pellapra (1806-1871) a Parigi il 30 agosto 1830. Ebbe quattro figli.

### Principe di Chimay
Guidò i negoziati che portarono a un trattato di amicizia tra i Paesi Bassi e il Belgio in seguito all'abiura di Guglielmo I dei Paesi Bassi, che garantiva l'indipendenza del Belgio. Contribuì anche a stabilire i rapporti diplomatici del Belgio con il Granducato di Toscana, il Regno di Napoli, gli Stato pontificio e la Confederazione tedesca.
Nel 1852 acquistò l'Hôtel de la Pagerie a 17 quai Malaquais, nel VI arrondissement di Parigi, ribattezzandolo Hôtel de Chimay. Fu venduto nel 1883 all'École nationale supérieure des beaux-arts. Nel 1863 costruì un teatro nel suo castello di Chimay in Belgio, progettato da Hector-Martin Lefuel e Cambon e ispirato al teatro di Luigi XV al Castello di Fontainebleau. 
Nel 1856 ottenne anche che il titolo comitale di Caraman fosse anch'esso elevato al rango principesco e, nel 1867, che questo fosse esteso a tutti i suoi discendenti maschi (quello di Chimay invece rimase riservato al capofamiglia, come tutt'oggi).
Ha finanziato la fondazione dell'Abbazia di Notre-Dame de Scourmont sulle terre di Chimay e nel 1858 ha diretto il consorzio che ha fondato la Compagnie de Chimay, una delle prime società ferroviarie belghe, che ha costruito una linea che collega Chimay ad Anor in Francia e Couvin.

## Discendenza
Joseph de Riquet ed Émilie Pellapra ebbero quattro figli:
- Marie Thérèse Emilie (1832-1851), contessa di Lagrange, moglie di Frédéric Lagrange;
- Marie Joseph Guy Henry Philippe (1836-1892) (sposò Marie de Montesquiou-Fezensac poi Mathilde de Barandiaran), famoso come ministro degli esteri;
- Valentine (1839-1914), sposò Paul de Bauffremont e George Bibescu;
- Eugène (1847-1881) (sposò Louise de Graffenried-Villars, (1842-1901)).